# Nordsøimperiet
Nordsøimperiet var et dansk thalassokrati, der blev regeret af Knud den Store som konge over Danmark, Norge, England og dele af nutidens Sverige mellem 1016 og 1035. Det var dog kun i tidsrummet fra 1028 til 1035, at alle tre riger var under Knuds kontrol.
Som en historiker har forklaret det:
Da 1000-tallet begyndte sit fjerde årti, var Knud, sammen med den tysk-romerske kejser, den største hersker i den latinske kristenhed... han var herre over fire vigtige riger og overherre over andre kongeriger. Selvom Knud teknisk blev regnet som konge, så var hans position blandt samtidige monarker i sandhed kejserlig. Tilsyneladende holdt han to store regioners skæbner i sin hånd; De Britiske Øer og Skandinavien. Hans flåde kontrollerede praktisk talt to vigtige have; Nordsøen og Østersøen. Han havde bygget et imperium.
Nordsøimperiet er den største udbredelse Danmarks besiddelser nogensinde har haft. Knud den Store var søn af Svend Tveskæg, der havde underlagt sig Norge og som havde erobret England og var konge der 1013-14. Ved faderens død forsvandt kontrollen over England, men Knud generobrede landet og i 1028 lykkedes det tillige Knud igen at lægge Norge ind under den danske konges kontrol. Ved Knuds død gik imperiet i opløsning, og Harald Harefod overtog regeringsmagten i England, mens Hardeknud sikrede sig kongemagten i Danmark efter faderens død.